# 존 랠스톤 소울

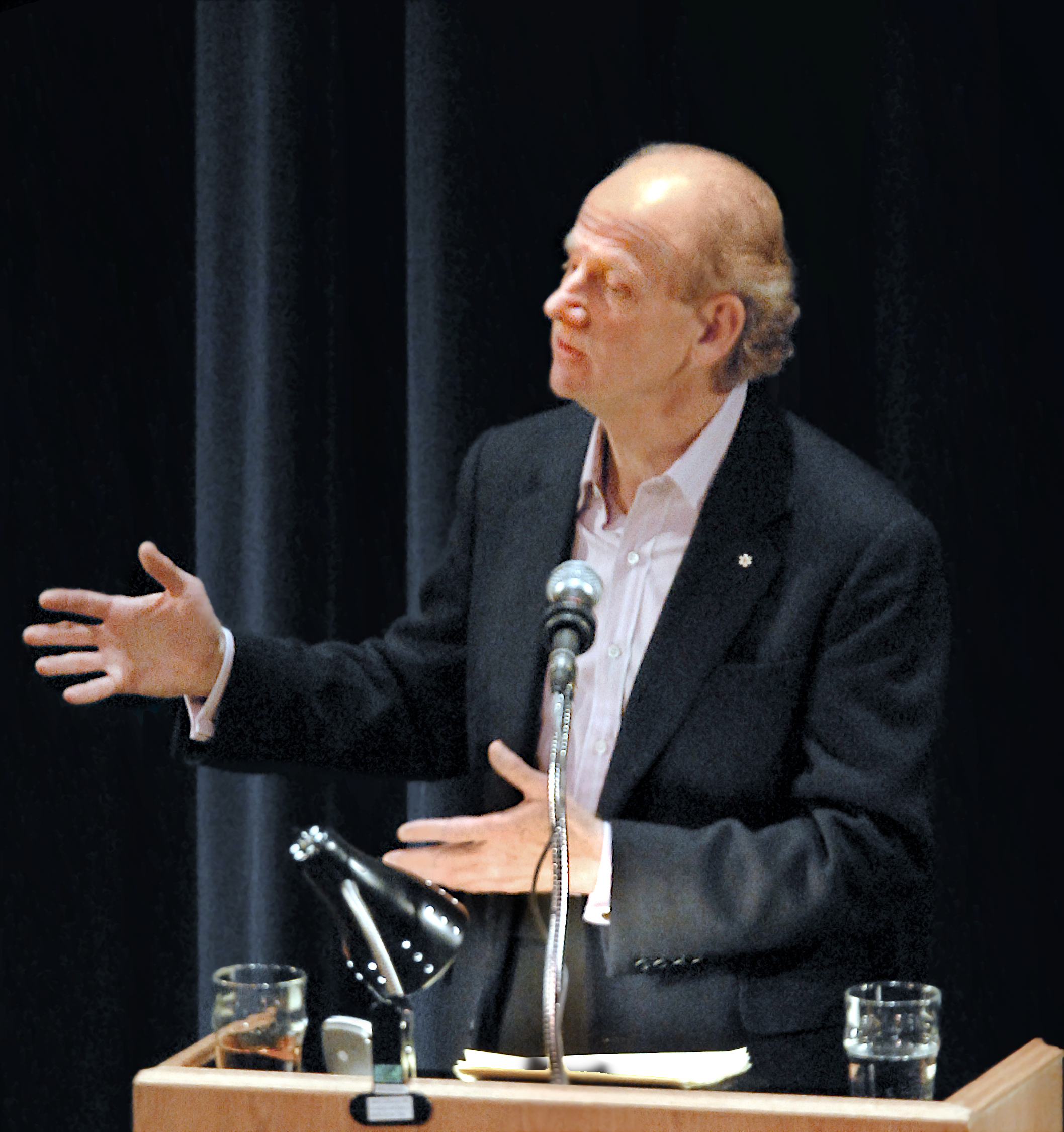
존 랠스톤 소울(2006년)

존 랠스톤 소울(영어: John Ralston Saul, CC, 1947년 6월 19일 ~ )은 캐나다의 저술가이며 수필가이다. 에이드리엔 클라크슨 전 캐나다 총독의 부군이며, 현재 국제펜클럽 회장이다.
수필가로서의 소울은 특히 개인주의, 시민정신 및 공익의 본질에 대한 비평으로 잘 알려져 있다. 경영자의 실패, 더 엄밀히 말해서 전문가 출신의 관리자가 이끄는 사회, 지도력과 통제력 사이에 오는 혼란, 군사적인 전략 특히 변칙적인 무력충돌, 발언의 자유와 문화의 역할, 아울러 그 시대의 경제에 관한 논쟁에 대한 신랄한 논평을 다루고 있다.

## 생애
캐나다 오타와에서 태어난 소울은 몬트리올의 맥길 대학교를 거쳐 1972년 영국 킹스 칼리지 런던에서 '샤를 드 골 치하의 프랑스의 근대화'라는 논제로 박사학위를 받았다
1976년에 모리스 스트롱(Maurice F. Strong)의 보좌관으로 국영석유회사 페트로캐나다의 설립에 참여한 후 저작활동에 들어가 1977년에 그의 첫 소설 《맹금류》를 출간했다.
소울은 1970년대 말에서 1980년대에 걸쳐 북아프리카와 동남아시아에 머물면서 게릴라 부대와 자주 여행을 하기도 했는데, 이 시기에 나온 소설이 《바라카》, 《차선책》(The Next Best Thing Baraka), 《천국을 먹어치우는 사람》(The Paradise Eater) 등 '허허벌판의 삼부작'이다. 북아프리카와 동남아시아의 친구들이 작가로서의 자유로운 표현을 하기 위해 오랫동안에 걸쳐 정부의 박해를 받는 고통스런 모습을 증언한 작품들로, 국제펜클럽의 관심을 모았다..
2009년에 그는 국제펜클럽 회장으로 선출되었다. 북미대표가 회장으로 선출된 것은 1921년 펜클럽 창립 이래로 아서 밀러 회장에 이어 두 번째 일이다.

### 소설가로서의 삶
《맹금류》(The Birds of Prey)는 프랑스의 드골 치하의 배경을 쓴 정치 소설로 세계적인 베스트셀러가 되었다. 다음으로 《바라카》, 《차선책》(The Next Best Thing Baraka), 《천국을 먹어치우는 사람》(The Paradise Eater) 등 허허벌판의 삼부작(The Field Triloy)을 출간하였다. 《드 시 봉 미국인들》(De si bons américains)은 미국의 신흥 부유층의 생활을 살펴 본 소설로, 악한을 등장시킨 소설이다.

### 수필가로서의 삶

#### 볼테르의 서자들, 의심하는 동반자, 무의식 속의 문명
잘 알려진 그의 철학적 3부작으로는 베스트셀러가 된 《볼테르의 서자들: 서구사회에서의 이성의 독재》, 《의심하는 자의 동반자: 공격적인 상식에 관한 사전》, 그리고 1995년 캐나다 공영방송 CBS의 연례행사인 매시 강연회 초청 때 출간 된 《무의식 속의 문명》을 들 수 있다.
《무의식 속의 문명》은 논픽션 문학 부문으로 1996년 캐나다 총독 상을 받았다. 이 작품은 인간의 서로 다른 특성으로 인해 균형을 잃은 이성(理性)의 독재, 특히 권력을 위한 권력 추구의 대가를 치루는 지향점 없는 국가의 말로가 어떻게 되는지를 다루었다. 소울은 이 현상이 진리로 포장한 이상주의 같이 뒤틀린 사상을 초래한다고 지적한다. 즉, 합리적이지만 반민주적인 협동조합 같은 구조, 작은 집단의 숭배에서 오는 원인들을 이해로 포장한 언어와 전문지식을 구사하는 사회가 타인에게 무엇을 해줄 수 있는가 자문한다. 한 번쯤은 희망을 두었으나 고립과 소외를 가져올 뿐이었던 것처럼, 사회의 역할과 무관한 개인주의의 난립도 비판했다. 그는 이성이 상식, 윤리, 직관력, 창의력, 기억 등 인간의 다른 정신 요소와 조화를 이루는 인본주의적 이상을 더욱 추구해 나갔다. 이 저서는 구속받지 않는 언어와 실질적인 민주화의 중요성을 피력하고 책임있는 개인주의 개념을 소개한 책이다.

#### 샴 쌍둥이에 대한 고찰
소울은 이 작품에서도 캐나다와 캐나다 역사 및 문화에 대해 위의 주제를 펼쳐 보이고 있다. 이 책에서 그는 캐나다를 “유연한”나라로 표현하고 있다. 캐나다는 약한 나라가 아니지만, 다른 국가들처럼 경직 되었다거나 외곬으로 흐르지 않고, 융통성과 복합성을 갖춘 주체성 있는 국가로 묘사 했다.
그는 캐나다의 복합적인 주체성은 그것을 구성하는 세 국가들에서 오는 "삼각관계의 현실"임을 주장한다. 그 세 국가란 원주민, 프랑스어권, 영어 공용어 권을 사용하는 복합문화의 정체성을 말한다. 그래서 대결을 조장할 것이 아니라 서로 타협하는 캐나다 국민의 자긍심을 강조하고 있다. 이와 같은 맥락에서 소울은 퀘벡 독립 추진파인 몬트리올 파가 캐나다의 역사적인 오렌지 당(Orange Order)과 개혁주의자인 Clear Grits 사이의 갈등을 조장하고 있음을 강력하게 비판했다. 그들은 캐나다가 전통적인 캐나다인의 국민성과 충성심을 추구하는 일을 방해하고 있기 때문이다.

#### 균형에 관하여
2001년에 나온 소울의 그 다음 수필 작품 《균형에 관하여》는 앞서 출간한 그의 철학적인 수필 삼부작의 효율적인 결정체라 할 수 있다. 그는 모든 사람에게 공통으로 여섯 가지의 특성이 있다고 주장한다. 즉, 상식, 도덕성, 상상력, 직관력, 기억과 이성 등이다.
그는 이들 내면의 요소들이 서로 조화를 이루기 위해 어떻게 해야 하는지, 또 이 균형이 깨졌을 때, 예를 들어, “이성의 독재”가 일어날 경우엔 어떤 결과가 올지에 대해 말하고 있다.

#### 세계화의 몰락
《세계화의 몰락과 민족주의의 부활》 이란 제목으로 2004년 3월호 월간 《하퍼》지에 기고한 작품이다. 소울은 이 작품을 통해 세계화는 거역할 수 없는 대세가 아니라 반대세력에 의해 이미 그 이데올로기가 반대파에게 파괴되고 있다고 밝혔다. 이후 이 논쟁을 재정비하여 2005년에 《세계화의 몰락과 세계 개혁》을 썼다. 그는 이를 통해 거역할 수 없는 운명의 힘으로 세계화는 이미 반대세력에 의해 밀려 나고 국민들은 적극적이고 파괴적인 방식으로 국가적인 이익만 챙기고 있다고 밝혔다.
소울이 예언한 대로 세계 경제위기가 시작됨에 따라, 그가 주장한 '세계화의 몰락' 은 현대의 위기를 주창하는 새로운 에필로그로 부상했다.

#### 아주 공평한 나라
《아주 공평한 나라》(2008)는 소울이 캐나다에 대해서 쓴 두 번째 중요한 작품이다. 이 작품은 네 개의 대목으로 구성되어있다.
“백인과 인디언 혼혈아”
이 대목은 소울이 쓴 《쌍둥이 샴인》에서 지적한 ‘캐나다의 삼각주 현실’에서 인용한 것이다.
소울은 하롤드 이니스와 제랠드 프리이센 같은 학자의 작품을 인용하면서, 현대 캐나다가 원주민에게서 깊은 영향을 받고 있다고 주장한다. 1600년대부터 250년 이상을 프랑스어권이나 영어 공용어 권 이민자들의 삶의 체험에 깊은 영향을 주어왔다는 것이다. 원주민들은 캐나다의 지배적인 힘이며 적어도 동등한 파트너임을 알아야한다는 것이다. 그는 원주민들이 그들만의 전통사회로의 "복귀"를 활발하게 시도하고 있음을 알리면서, 비원주민 캐나디언 들은 자기 자신을 알기 위해서라도 원주민이 근본적으로 끼쳐 온 영향을 인식하지 않으면 안 된다고 말한다.
“평화, 공평함, 그리고 훌륭한 정부”
이 부분은 소울이 “평화, 질서, 그리고 훌륭한 정부”라는 구절을 대신해 넣은 대목이다. 이것은 1867년에 제정한 캐나다 헌법의 규칙이 되어왔다. 캐나다 공문서에 지배적으로 사용해 온 문구는 “평화, 복지, 그리고 훌륭한 정부”였다. 소울은 “질서”를 계속해 강조하는 것은 캐나다의 근본정신에 아직도 부합하지 않고 있음을 암시한다.
“거세된 사람”
소울은 이 대목에서 전문성 기질과 관료적인 정치 체제에 대해 신랄하게 비판하고 있다. 그는 또한 현대 캐나다의 지성인들이 "걱정스런 이류"를 연출하고 있는데, 그런 사례는 과거에 존재하지 않았음을 암시하고 있다.
"지향적인 문명"
소울은 역사적으로 특별한 환경에 놓여 있는 캐나다 시민들에 대해 특별한 이해를 하는 쪽으로 설득함으로써 이 책의 말미를 장식한다.

## 강연
- 1994년 해롤드 이니스 강연회
- 1995년 CBS 매시 강연회
- 2000년 라 퐁텐 볼드윈 심포지움 개회연설
- 2004년 2월 4일에 캐나다 왕립사관학교 J.D. Young 기념강연회 (“새로운 비정규군 전투시대”)
- 2005년 오스트레일리아 브리즈번 IDEAS 강연
- 2007년 폴란드 크라쿠프 강연 (“Captive Mind")
- 2008년 바베이도스 윈스턴 스콧 경 기념강연
- 2009년 2월 3일 맥길 대학교 법학부 맥길 법학저널 연례강연회
- 2012년 시드니 오페라 하우스 강연 ("It's Broke: How do we fix it?")

## 활동
존 랠스톤 소울은 캐나다 시민권협회(Institute for Canadian Citizenship, ICC)의 공동회장이다. 이 기관은 캐나다 국민들이 새롭고 적극적인 시민으로 적응하는 방법을 연구하는 기관이다. 그는 국제펜클럽 캐나다센터의 전 회장이며 후원자이기도 하다.
그는 또한 영어, 불어교육을 장려하기 위해‘미래를 위한 프랑스어’를 설립하여 명예회장을 맡고 있다. 프랑스어와 영어 공용권 시민들에게 용기를 주기위해 만든 기관이다. 그는‘라 퐁텐 볼드윈 심포시움 강연 시리즈’의 설립자이며 자문위원장을 맡고 있다. 장애인을 위한 조직인 PLAN(Planed Lifetime Advocacy Network)의 후원자이기도 하다.
소울은 러시아의 헤르젠 교육대학에 이르기까지 14개 대학의 명예학위를 받았다.
소울은 에이드리엔 클라크슨 총독의 부군으로서 클락슨 총독 재임기간에 표현의 자유, 빈곤의 문제, 2개 언어 공용자들을 위한 공공 교육 문제 등을 위해 활동했다.

## 국제 펜 클럽
소울은 2009년 10월에 오스트리아의 린츠에서 열린 세계 펜 연차대회에서 3년 임기의 국제 펜클럽 회장으로 선출되었다.
그는 멸절 위기에 빠져있는 소수의 언어와 문화에 대해 경각심을 일으키는 운동을 폈다.
언어의 상실은 표현의 자유를 완전히 빼앗기는 것임을 밝힌 것이다. 그가 특별히 강조한 것은, 위험에 처한 토착 언어에 관해서이다. 그는 102개국의 144개의 펜 센터가 더욱 분산해서 활동하는 조직으로 확산될 것을 요청했다.
소울은 다른 사람을 배제한 나는 있을 수 없기 때문에 문학과 표현의 자유는 동일한 것임을 주장했다. 소울은 튀니지에서 표현의 자유가 침해 받았음을 유럽 의회의 인권위원회에서 증언했고, 망명 중의 피난민을 옹호하여 유럽 위원회의에서 연설했으며, 망명 작가에 관한 수필을 여러 나라 말로 번역하여 출간했다.

## 저서목록

### 소설 작품
- 《맹금류》 The Birds of Prey (1977)
- 《바라카》 Baraka (1983)
- 《차선책》 The Next Best Thing Baraka (1986)
- 《천국을 먹어치우는 사람》 The Paradise Eater (1988)
- 《드 시 봉 미국인들》 De si bons américains (1994)

### 논픽션 작품
- 《볼테르의 서자들: 서양 이성의 독재》 Voltaire's Bastards: The Dictatorship of Reason in the West (1992)
- 《의심하는 동반자: 공격적인 상식에 관한 사전》 The Doubter's Companion: A Dictionary of Aggressive Common Sense (1994)
- 《무의식 속의 문명》 The Unconscious Civilization (1995)
- 《위기에 처한 사회 분석》 Anatomie d'une société en crise (1996)
- 《샴 쌍둥이에 대한 고찰》 Reflections of a Siamese Twin (1997)
- 《균형에 관하여: 새로운 인본주의의 여섯가지 특성》 On Equilibrium (2001)
- 《존 홈스 기념강연》 The John W. Holmes Memorial Lecture (2004)
- 《세계화의 몰락: 세계화의 몰락과 세계 개혁》 The Collapse of Globalism (2005)
- 《조셉 하우와 언어의 자유에 대한 투쟁》 Joseph Howe and the Battle for Freedom of Speech (2006)
- 《아주 공평한 나라: 캐나다 제대로 알기》 A Fair Country (2008)
- 《라 퐁텐과 로버트 볼드윈 심포지움》 Louis-Hippolyte LaFontaine and Robert Baldwin (2010)

## 상훈
- 1990년 이탈리아 국제문학상(Premio Letterario Internazionale); 《천국을 먹어치우는 사람》
- 1996년 프랑스 문예공로훈장 슈발리에
- 1996년 고든 몬테이도 상(Gordon Montador Award); 《무의식 속의 문명》
- 1996년 캐나다 총독 상 논픽션 문학부문; 《무의식 속의 문명》
- 1998년 고든 몬테이도 상; 《샴 쌍둥이에 대한 고찰》
- 1999년 캐나다 훈장 컴패니언(CC)
- 2002년 엘리자베스 2세 즉위 50주년 기념메달
- 2004년 파블로 네루다 국제회장 메달(Pablo Neruda International Presidential Medal of Honour)
- 2010년 대한민국 만해문학상